# Delavalia adriatica
Delavalia adriatica is een eenoogkreeftjessoort uit de familie van de Miraciidae. De wetenschappelijke naam van de soort is voor het eerst geldig gepubliceerd in 1981 door Marinov & Apostolov.